# Woiwodschap Heilig Kruis

Powiats in de woiwodschap Heilig Kruis

De woiwodschap Heilig Kruis (Pools: województwo świętokrzyskie, uitspraak: [vɔjɛˈvut͡stfɔ ɕfjɛntɔˈkʂɨskʲɛ]) is een woiwodschap in Zuid-Polen. De naam betekent letterlijk Heilig Kruis en is genoemd naar de bergstreek Góry Świętokrzyskie ofwel het Heilig Kruisgebergte. Soms komt ook de naam Świętokrzyskie voor, hetgeen in het Pools een bijvoeglijke vorm van Święty Krzyż is. 
De woiwodschap werd op 1 januari 1999 opgericht uit de voormalige woiwodschappen Kielce en een deel van Tarnobrzeg.
De hoofdstad is Kielce. De provincie heeft 1.168.500 inwoners (2023) en een oppervlakte van 11.711 km².

## Bevolking
De woiwodschap Heilig Kruis telt 1.252.900 inwoners op 31 december 2016. Daarvan wonen er ongeveer 558 duizend in steden en 694 duizend op het platteland. In het jaar 2016 werden er 10610 kinderen geboren, terwijl er 13948 mensen stierven. De natuurlijke aanwas bedroeg -3338 mensen. Het geboortecijfer het laagst van alle Poolse woiwodschappen en bedraagt 8,5‰. Het sterftecijfer is hoger dan het nationale gemiddelde en bedraagt 11,1‰. Net als elders in Polen is ook het geboortecijfer in de woiwodschap Heilig Kruis hoger op het platteland (9,0‰) dan in de steden (7,8‰). Het sterftecijfer is in steden (10,7‰) echter een stuk lager dan op het platteland (11,5‰). De natuurlijke bevolkingsgroei is negatief en bedraagt -2,7‰. Daarmee is de natuurlijke bevolkingsgroei de op een na laagste van Polen. De natuurlijke bevolkingsaanwas in steden (-2,9‰) is lager dan op het platteland (-2,5‰).

## Grootste steden
steden met meer dan 20.000 inwoners in 2011
1. Kielce – 203.804 (109,65 km²)
2. Ostrowiec Świętokrzyski – 71.759 (46,43 km²)
3. Starachowice – 51.605 (31,82 km²)
4. Skarżysko-Kamienna – 47.525 (64,39 km²)
5. Sandomierz – 24.375 (28,69 km²)

Stadsdistrict:
Kielce

Districten:
Busko-Zdrój · Jędrzejów · Kazimierza · Kielce · Końskie · Opatów · Ostrowiec · Pińczów · Sandomierz · Skarżysko · Starachowice · Staszów · Włoszczowa

Grootste steden:
Kielce · Końskie · Ostrowiec Świętokrzyski · Sandomierz · Skarżysko-Kamienna · Starachowice
Ermland-Mazurië · Groot-Polen· Heilig Kruis · Klein-Polen · Koejavië-Pommeren · Łódź · Lublin · Lubusz · Mazovië · Neder-Silezië · Opole · Podlachië · Pommeren · Silezië · Subkarpaten · West-Pommeren